# Zaburzenie postrzegania spowodowane halucynogenami
Zaburzenie postrzegania spowodowane halucynogenami (ang. Hallucinogen Persisting Perception Disorder, HPPD) – powtarzające się, przewlekłe zmiany w percepcji spowodowane zażyciem substancji psychoaktywnych, np. psylocybiny, LSD, DMT, marihuany, MDMA, benzydaminy, a także substancji z grupy tzw. research chemicals. Czas trwania jest indywidualny u każdego chorego, symptomy mogą trwać kilka tygodni, miesięcy, lat, lub pozostawać do końca życia. Mogą przeszkadzać w codziennym funkcjonowaniu i w wielu przypadkach znacząco obniżyć jakość i zadowolenie z życia.

## Historia
Pierwszą osobą z symptomami podobnymi do HPPD był psycholog Havelock Eliis. Donosił on o zwiększonej wrażliwości na światło i zmianach w  postrzeganiu kolorów, które trwały długi czas po jednokrotnym zażyciu meskaliny. Schorzenie to jest do dziś bardzo słabo poznane, duża część psychiatrów czy neurologów nie wie o jego istnieniu.

## Przyczyny
Obecny poziom wiedzy medycznej nie pozwala na określenie konkretnej przyczyny HPPD. Istnieją teorie twierdzące, iż schorzenie jest wynikiem stałej nadaktywności neuronalnej w częściach mózgu odpowiadających za percepcję. Wiadomo natomiast, co na pewno nie jest przyczyną schorzenia:
- HPPD nie jest wynikiem urazu mózgu lub niezdiagnozowanej choroby psychicznej[3].
- Tzw. bad trip nie jest skorelowany z wystąpieniem HPPD. Schorzenie może ujawnić się pomimo całkowicie pozytywnych doświadczeń z substancjami psychoaktywnymi.
- Zaburzenia postrzegania nie są wynikiem nagromadzenia się resztek substancji w organizmie[4].
- Schorzenie nie jest wynikiem zażycia wyłącznie zanieczyszczonych narkotyków.

## Objawy
Spektrum objawów HPPD jest bardzo szerokie, cechuje się zmiennością i u każdego chorego jest nieco inne. Do symptomów należą: zmiany w postrzeganiu kolorów, nasilone zjawisko palinopsji, nasilone zjawisko ślepej plamki, metamorfopsje wzrokowe, zwiększone postrzeganie mętów ciała szklistego, diplopia, śnieg optyczny, szumy uszne, wrażenie poruszania, pływania, wirowania przedmiotów i wzorów, trudności w czytaniu spowodowane pozornym zlewaniem się liter, wrażenie migotania światła. Wielu chorych skarży się także na zjawisko derealizacji i depersonalizacji. Objawy wizualne nasilają się podczas stałego wpatrywania się w jeden punkt.
Stale utrzymujące się HPPD u chorych może w konsekwencji powodować zaburzenia lękowe, bezsenność, napady paniki, depresję, a nawet myśli samobójcze.

## Leczenie
Na rok 2021 nie jest znane skuteczne leczenie HPPD. Większość badań nad tym schorzeniem to tzw. case studies. Chorym zaleca się przede wszystkim abstynencję od wszelkich substancji psychoaktywnych, gdyż te najczęściej nasilają symptomy, lub też mogą spowodować ich nawrót po remisji. Szczególną uwagę zwraca się na marihuanę, która niemal u każdego chorego powoduje znaczące nasilenie zaburzeń w postrzeganiu. Bardzo przydatna w leczeniu zaburzeń lękowych, czy też depresji, które są konsekwencją życia z HPPD, może okazać się psychoterapia, szczególnie w nurcie poznawczo-behawioralnym. Pacjenci w trakcie terapii uczą się akceptacji swojego schorzenia i w pełni powracają do normalnego funkcjonowania.
Znane są przypadki częściowej lub całkowitej remisji HPPD w rezultacie stosowania lamotryginy, lewetyracetamu, neuroleptyków i leków z grup SSRI i SNRI. Jednak u wielu pacjentów te same leki powodują odwrotne efekty, na szczególną uwagę zasługują tu leki z grupy SSRI, które bardzo często w początkowej fazie terapii silnie pogłębiają objawy schorzenia.
Leki z grupy benzodiazepin, w szczególności klonazepam, przynoszą u części chorych ulgę od zaburzeń podczas ich działania, lecz nie są wskazane do leczenia HPPD ze względu na występowanie silnego uzależnienia przy dłuższym ich stosowaniu.
Niektórzy chorzy zauważają częściową poprawę przy stosowaniu: sproszkowanej Soplówki jeżowatej, ashwagandhy (Witania ospała), suplementacji witamin z grupy B.
Osoby dotknięte HPPD nierzadko decydują się na duże zmiany w swoim codziennym życiu celem poprawy jego jakości. Zdrowe odżywianie, higiena snu czy też uprawianie sportu są wskazane osobom dotkniętym zaburzeniami percepcji.
Część chorych zauważa stopniową remisję HPPD po kilku miesiącach, bądź latach, u pojedynczych osób po danym czasie HPPD zanikło całkowicie. Mniejsza część osób dotkniętych HPPD obserwuje pogarszanie się objawów.